# Ctenus macellarius
Ctenus macellarius là một loài nhện trong họ Ctenidae.
Loài này thuộc chi Ctenus. Ctenus macellarius được Eugène Simon miêu tả năm 1910.